# 18 janvier 1916
Le mardi 18 janvier 1916 est le 18e jour de l'année 1916.

## Naissances
- Eugenio Gaddini (mort le 27 septembre 1985), médecin et psychanalyste italien
- Marie Susini (morte le 22 août 1993), écrivain française
- Wilhelm Góra (mort le 21 mai 1975), footballeur polonais

## Décès
- Alfred Rangod Pechiney (né en 1833), industriel français
- Lorenzo Latorre (né le 28 juillet 1844), militaire et politicien uruguayain